# 알바니아 대통령

알바니아의 국장

알바니아의 대통령은 알바니아의 국가원수이다. 임기는 5년이며, 1회 연임 가능하다. 현임 대통령은 바이람 베가이이다.
대통령은 국회의원 선거 날짜를 정하고 국민투표를 실시하고 사면을 승인하며 상을 수여하는 권한을 가진다. 직무를 수행할 수 없는 경우, 국회의장은 대통령이 권한과 직무를 재개하거나 새로운 대통령이 선출될 때까지 대통령 대행으로서 직무와 권한을 맡는다. 알바니아 대통령실은 대통령 직속 직원과 대통령에게 보고하는 지원 직원으로 구성된다. 대통령 사무실은 수도 티라나(Tirana)의 대통령 집무실에 위치해 있다. 알바니아 헌법은 대통령 집무실 건물, 대통령 거주지, 대통령이 사용하는 운송 차량 및 기타 행사에서 비행하는 대통령 표준의 모양과 사용을 정의한다. 대통령 배우자는 알바니아의 영부인으로 인정되지만 대통령직에서 공식적인 역할을 맡지는 않으며 대통령궁과 공식방문 시 의전 역할을 자주 맡는다.
대통령은 알바니아 의회에서 토론 없이 비밀투표를 통해 전체 의원 5분의 3의 다수결로 선출되며 임기는 5년이다. 그러나 알바니아 헌법은 임기를 최대 2번으로 제한한다. 차기 대통령은 알바니아 의회 의원들 앞에서 취임 선서를 해야 한다.

## 역대 대통령 목록
역대 알바니아의 대통령 목록이다. 현재 대통령은 바이람 베가이이다.
| 대 | 사진 | 이름 (출생일-사망일)                     | 임기            | 임기            | 정당              |
| -- | ---- | ---------------------------------------- | --------------- | --------------- | ----------------- |
| 1  |      | 라미즈 알리아 Ramiz Alia (1925-2011)     | 1991년 4월 30일 | 1992년 4월 9일  | 알바니아 노동당   |
| 2  |      | 살리 베리샤 Sali Berisha (1944- )        | 1992년 4월 9일  | 1997년 7월 24일 | 알바니아 민주당   |
| 3  |      | 레제프 메이다니 Rexhep Meidani (1944- )  | 1997년 7월 24일 | 2002년 7월 24일 | 알바니아 사회당   |
| 4  |      | 알프레드 모이시우 Alfred Moisiu (1929- ) | 2002년 7월 24일 | 2007년 7월 24일 | 합의 의사결정     |
| 5  |      | 바미르 토피 Bamir Topi (1957- )          | 2007년 7월 24일 | 2012년 7월 24일 | 알바니아 민주당   |
| 6  |      | 부야르 니샤니 Bujar Nishani (1966-2022)  | 2012년 7월 24일 | 2017년 7월 24일 | 알바니아 민주당   |
| 7  |      | 일리르 메타 Ilir Meta (1969- )           | 2017년 7월 24일 | 2022년 7월 24일 | 사회주의 통합운동 |
| 8  |      | 바이람 베가이 Bajram Begaj (1967- )      | 2022년 7월 24일 | 현재            | 무소속            |

## 같이 보기
- 알바니아
- 알바니아의 총리